# Восточный (Мелеузовский район)
Восточный (баш. Восточный) — деревня в Мелеузовском районе Республики Башкортостан Российской Федерации. Входит в состав Абитовского сельсовета.

## География

### Географическое положение
Расстояние до:
- районного центра (Мелеуз): 26 км,
- центра сельсовета (Басурмановка): 3 км,
- ближайшей ж/д станции (Мелеуз): 26 км.

## История
Строительство началось в 1989 году. До его начала на данной территории находилась ферма «Восточная». Население деревень Иштуганово и Сыртланово переселялось, так как они могли оказаться в зоне подтопления Юмагузинского водохранилища.

## Население
| 2002 | 2009 | 2010 |
| ---- | ---- | ---- |
| 376  | ↗407 | ↘328 |

Национальный состав
Согласно переписи 2002 года, преобладающая национальность — башкиры (72 %).